# Columbia National Forest
Der Columbia National Forest wurde am 1. Juli 1908 in Washington durch den United States Forest Service gegründet, indem ein 941.440 Acres (3.809,9 km²) großes Teilstück aus dem Rainier National Forest abgetrennt wurde. Am 15. Juni 1949 wurde er zu Ehren des Forst-Pioniers Gifford Pinchot in Gifford Pinchot National Forest umbenannt.